# Kārlis Pekstiņš
Kārlis Pekstiņš (* 1992) ist ein lettischer Squashspieler. 

## Karriere
Kārlis Pekstiņš spielt nur vereinzelt auf der PSA World Tour und erreichte seine höchste Platzierung in der Weltrangliste mit Rang 396 im Februar 2015. Mit der lettischen Nationalmannschaft nahm er 2014 und 2018 an den Europameisterschaften teil. Im Einzel stand bei den Europameisterschaften 2014 im Hauptfeld und schied dort in der ersten Runde gegen Grégoire Marche aus. Sowohl  2013 als auch 2015 scheiterte Pekstiņš in der Qualifikation. 2021 wurde er lettischer Landesmeister.

## Erfolge
- Lettischer Meister: 2021